# Czesław Gumkowski
Czesław Jan Gumkowskips. „Ichtiosaurus”, „Cz. G”, „Czesław G” (ur. 24 czerwca 1891 w Suchedniowie, zm. 29 stycznia 1953 w Łodzi) – polski dziennikarz, publicysta, poeta, autor tekstu piosenki „Czarna Mańka”.

## Życiorys
Gumkowski urodził się w 1891 w Suchedniowie jako syn Mariana Gumkowskiego i Pelagii z domu Chełmickiej. Ukończył studia polonistyczne na Uniwersytecie Warszawskim. Do Łodzi przybył w 1913 i podjął pracę nauczyciela historii w łódzkim Gimnazjum Towarzystwa „Uczelnia”. Podczas I wojny światowej miały miejsce jego debiuty literackie, publikował m.in. wiersze: „Dzieci ulicy” (1916), „Sylwestrowa przygoda” (1916), „W jasny ranek” (1916) „Po co wracacie, caratu sługi?” (1918), nowelę „W lazarecie” (1916), opowiadanie „Baśń o pierwszym poecie” (1915), teksty piosenek: „Czarna Mańka” (1916), do której muzykę skomponował Feliks Halpern i którą wykonywał kabaret Czarny Kot, a w późniejszych latach śpiewali m.in. Stanisław Grzesiuk i Maciej Maleńczuk, a także „Ostatni pocałunek” – również we współpracy z Haplernem. Swoje dzieła publikował na łamach: „Nowego Kuriera Łódzkiego”, „Gazety Łódzkiej” oraz „Godziny Polski”, pisywał również w tzw. w jednodniówkach okolicznościowych wydawanych z okazji akcji charytatywnych i rocznic. Podczas I wojny światowej publikował również recenzje teatralne, głównie na łamach „Nowego Kuriera Łódzkiego”, które podpisywał jako „Cz. G” lub „Czesław G”. Jednocześnie należał do Koła Dramatyczno-Literackiego oraz był członkiem Towarzystwa Dramatycznego im. Korzeniowskiego, a także statystował na deskach Teatru Polskiego w Łodzi, zwykle w przedstawieniach charytatywnych, w ramach gromadzenia datków dla ubogich.
W 20-leciu międzywojennym Gumkowski zaangażował się w pracę dziennikarską. Był dziennikarzem czasopism takich jak: jak „Echo”, „Głos Robotnika” i „Kurier Filmowy”, a także redaktorem „Kuriera Łódzkiego”. Pisał artykuły związane z bieżącymi wydarzeniami, niekiedy pod pseudonimem „Ichtiosaurus”. W 1928 był członkiem komitetu obchodów 10-lecia odzyskania przez Polskę niepodległości. Był zaangażowany w organizację „Czwartków Literackich”, należał do kapituły Literackiej Nagrody Miasta Łodzi. Od 1936 był prezesem Syndykatu Dziennikarzy Łódzkich, był również członkiem Stowarzyszenia Nauczycieli Polskich w Sekcji Polonistyczno-Historycznej, członkiem Towarzystwa Gimnastycznego „Sokół”, członkiem Stowarzyszenia Wzajemnej Pomocy Pracujących w Przemyśle i Handlu, organizującego kasy zapomogowe oraz tanie wyżywienie. Ponadto był współzałożycielem Towarzystwa Przyjaciół Sztuk Pięknych w Łodzi.
Gumkowski zaangażował się również we współpracę z Polskim Radiem, w którym prowadził cykl audycji pt. „Na horyzoncie łódzkim”.
Podczas II wojny światowej został wysiedlony lub uciekł z Łodzi do Krakowa, gdzie pracował na dworcu jako tragarz. Po II wojnie światowej powrócił do Łodzi, gdzie pracował dorywczo jako dziennikarz.
Został pochowany w części rzymskokatolickiej Starego Cmentarza w Łodzi.

## Odznaczenia
- Order Korony Jugosłowiańskiej (1933)[2],
- Złoty Krzyż Zasługi (1938)[9].